# S/Y Ellen
Pour les articles homonymes, voir Ellen.
Le S/Y Ellen est une goélette en bois construite en 1897, au Danemark, dans un chantier naval de Thurø, proche de Svendborg.
Il navigue désormais comme navire-école en Suède. Il est membre de l'Association suédoise de voile.

## Histoire
Cette goélette a été construite en chêne par le chantier C. Bom et lancé sous le nom de William pour la compagnie maritime C. Bom & M. Paterssen de Troense qui en fut propriétaire jusqu'en 1918.
Avant son rachat, pour devenir le S/Y Ellen en 1992, elle eut de multiples propriétaires.
- Sous le nom de William : 
  - 1918 à 1920 : Albert Chr. Rasmussen  à Hundstrup au Danemark.
- Sous le nom d’Ellen : 
  - 1920 à 1928 : Johan Hjelm et d'autres à Raisio en Suède ;
  - 1928 à 1935 : Syvert Johnsen et C. J. Hjelm de Strömstad ;
  - 1935 à 1961 : Henry Larsson, Eric Svensson à Öland, comme bateau de transport ;
  - 1961 à 1963 : Glibo AB, à Malmö ;
  - 1963 à 1970 : Ture Léonard Larsson à Lund ;
  - 1970 à 1985 : Ingemar Ohmam Mattson à Karlshamn, comme bateau de plaisance ;
  - 1985 à 1992 : municipalité de Lidingö, comme navire-école.

## Restauration
Des  premiers travaux de réparation furent effectués par la municipalité de Lidingö.
Après son rachat par la Fondation S/Y Ellen, pour servir de bateau-école aux élèves des écoles Waldorf, les restaurations continuent. Les mâts sont remplacés en 1993, la coque est révisée entre 1994 et 1996 et le moteur Cummins actuel est installé.
Les aménagements intérieurs sont réalisés sur plusieurs années et des nouvelles voiles en Dacron sont fournies.